# Lijst van voetbalinterlands Mozambique - Zuid-Afrika
Deze lijst van voetbalinterlands is een overzicht van alle officiële voetbalwedstrijden tussen de nationale teams van Mozambique en Zuid-Afrika. De landen hebben tot op heden twaalf keer tegen elkaar gespeeld. De eerste ontmoeting, een vriendschappelijke wedstrijd, was op 30 september 1995 in Johannesburg. Het laatste duel, eveneens een vriendschappelijke wedstrijd, werd gespeeld in Polokwane op 10 juni 2025.

## Wedstrijden
| №  | Plaats         | Datum             | Competitie                           | Wedstrijd                | Uitslag |
| -- | -------------- | ----------------- | ------------------------------------ | ------------------------ | ------- |
| 1  | Johannesburg   | 30 september 1995 | Vriendschappelijk                    | Zuid-Afrika − Mozambique | 3 − 2   |
| 2  | Maputo         | 29 april 2001     | COSAFA Cup 2001                      | Mozambique − Zuid-Afrika | 0 − 3   |
| 3  | Durban         | 13 januari 2008   | Vriendschappelijk                    | Zuid-Afrika − Mozambique | 2 − 0   |
| 4  | Mbombela       | 11 september 2012 | Vriendschappelijk                    | Zuid-Afrika − Mozambique | 2 − 0   |
| 5  | Kaapstad       | 11 januari 2014   | African Championship of Nations 2014 | Zuid-Afrika − Mozambique | 3 − 1   |
| 6  | Maputo         | 15 november 2016  | Vriendschappelijk                    | Mozambique − Zuid-Afrika | 1 − 1   |
| 7  | Port Elizabeth | 16 juli 2021      | COSAFA Cup 2021                      | Zuid-Afrika − Mozambique | 3 − 0   |
| 8  | Durban         | 13 juli 2022      | COSAFA Cup 2022                      | Zuid-Afrika − Mozambique | 0 − 0   |
| 9  | Mbombela       | 17 november 2022  | Vriendschappelijk                    | Zuid-Afrika − Mozambique | 2 − 1   |
| 10 | Port Elizabeth | 26 juni 2024      | COSAFA Cup 2024                      | Zuid-Afrika − Mozambique | 1 − 1   |
| 11 | Bloemfontein   | 4 juni 2025       | COSAFA Cup 2025                      | Zuid-Afrika − Mozambique | 0 − 1   |
| 12 | Polokwane      | 10 juni 2025      | Vriendschappelijk                    | Zuid-Afrika − Mozambique | 2 − 0   |

## Samenvatting
| Competitie                      | Totaal gespeeld | Winst Mozambique | Gelijk | Winst Zuid-Afrika | Doelsaldo Mozambique – Zuid-Afrika |
| ------------------------------- | --------------- | ---------------- | ------ | ----------------- | ---------------------------------- |
| African Championship of Nations | 1               | 0                | 0      | 1                 | 1 − 3                              |
| COSAFA Cup                      | 5               | 1                | 2      | 2                 | 2 − 7                              |
| Vriendschappelijk               | 6               | 0                | 1      | 5                 | 4 − 12                             |
| Totaal                          | 12              | 1                | 3      | 8                 | 7 − 22                             |

## Details

### Derde ontmoeting
| Vriendschappelijk (Durban, Zuid-Afrika, 13 januari 2008): |              |                |
| Zuid-Afrika                                               | 2 – 0        | Mozambique     |
| Sibusiso Zuma 62' Lerato Chabangu 90+2'                   | goals        |                |
|                                                           | rode kaarten | 81' Mart Nooij |

FMF · 
A-internationals · 
Mozambikaans vrouwenelftal
1970 – 1979 · 
1980 – 1989 · 
1990 – 1999 · 
2000 – 2009 · 
2010 – 2019 ·
2020 − 2029
Afrika Cup 1986 · 
Afrika Cup 1996 · 
Afrika Cup 1998 · 
Afrika Cup 2010
Algerije ·
Angola ·
Benin ·
Botswana ·
Burkina Faso ·
Centraal-Afrikaanse Republiek ·
Comoren ·
Congo-Brazzaville ·
Congo-Kinshasa ·
Egypte ·
Eritrea ·
Ethiopië ·
Gabon ·
Ghana ·
Guinee ·
Guinee-Bissau ·
Ivoorkust ·
Kaapverdië ·
Kameroen ·
Kenia ·
Lesotho ·
Libië ·
Madagaskar ·
Malawi ·
Mali ·
Marokko ·
Mauritanië ·
Mauritius ·
Namibië ·
Niger ·
Nigeria ·
Oeganda ·
Oman ·
Portugal ·
Rwanda ·
Senegal ·
Seychellen ·
Soedan ·
Somalië ·
Swaziland ·
Tanzania ·
Togo ·
Tunesië ·
Vietnam ·
Zambia ·
Zimbabwe ·
Zuid-Afrika ·
Zuid-Soedan
SAFA · A-internationals · Bondscoaches · Selecties · Statistieken · Zuid-Afrikaans vrouwenelftal · Olympisch elftal · Zuid-Afrika U21 · Zuid-Afrika U19 · Zuid-Afrika U17
1906 – 1919 ·
1920 – 1929 ·
1930 – 1939 ·
1940 – 1949 · 
1950 – 1959 · 
1960 – 1969 · 
1970 – 1979 · 
1980 – 1989 · 
1990 – 1999 · 
2000 – 2009 · 
2010 – 2019 ·
2020 − 2029
AC 1996 · 
AC 1998 · 
AC 2000 · 
AC 2002 · 
AC 2004 · 
AC 2006 · 
AC 2008 · 
AC 2013
WK 1998 · 
WK 2002 · 
WK 2010
OS 2000 ·
OS 2016 ·
OS 2020
1947 · 
1948–1949 · 
1950 · 
1951-1952 ·
1953 · 
1954 · 
1955 · 
1956–1991 · 
1992 · 
1993 · 
1994 · 
1995 · 
1996 · 
1997 · 
1998 · 
1999 · 
2000 · 
2001 · 
2002 · 
2003 · 
2004 · 
2005 · 
2006 · 
2007 · 
2008 · 
2009 · 
2010 · 
2011 · 
2012 · 
2013 · 
2014 · 
2015 · 
2016 ·
2017 ·
2018 ·
2019 ·
2020 ·
2021 ·
2022 ·
2023 ·
2024
Algerije ·
Andorra ·
Angola ·
Argentinië ·
Australië ·
Benin ·
Bolivia ·
Botswana ·
Brazilië ·
Bulgarije ·
Burkina Faso ·
Burundi ·
Canada ·
Centraal-Afrikaanse Republiek ·
Chili ·
Colombia ·
Comoren ·
Congo-Brazzaville ·
Congo-Kinshasa ·
Costa Rica ·
Denemarken ·
Duitsland ·
Ecuador ·
Egypte ·
Engeland ·
Equatoriaal-Guinea ·
Ethiopië ·
Frankrijk ·
Gabon ·
Gambia ·
Georgië ·
Ghana ·
Guatemala ·
Guinee ·
Guinee-Bissau ·
Honduras ·
Ierland ·
IJsland ·
Irak ·
Israël ·
Italië ·
Ivoorkust ·
Jamaica ·
Japan ·
Kaapverdië ·
Kameroen ·
Kenia ·
Lesotho ·
Liberia ·
Libië ·
Madagaskar ·
Malawi ·
Mali ·
Malta ·
Marokko ·
Mauritanië ·
Mauritius ·
Mexico ·
Mozambique ·
Namibië ·
Nederland ·
Nieuw-Zeeland ·
Niger ·
Nigeria ·
Noord-Korea ·
Noorwegen ·
Oeganda ·
Panama ·
Paraguay ·
Polen ·
Portugal ·
Rwanda ·
Saoedi-Arabië ·
Sao Tomé en Principe ·
Schotland ·
Senegal ·
Servië ·
Seychellen ·
Sierra Leone ·
Slovenië ·
Soedan ·
Spanje ·
Swaziland ·
Tanzania ·
Thailand ·
Trinidad en Tobago ·
Tsjaad ·
Tsjechië ·
Tunesië ·
Turkije ·
Uruguay ·
Verenigde Arabische Emiraten ·
Verenigde Staten ·
Zambia ·
Zimbabwe ·
Zuid-Soedan ·
Zweden
Frankrijk (2010) ·
Mexico (2010) ·
Paraguay (2002) · 
Slovenië (2002) · 
Spanje (2002) · 
Uruguay (2010)